# Антипсихотик
Антипсихотиците (също невролептици) са вид психоактивни вещества, използвани в психиатрията за потискане на психични болести. Най-честото им приложение е срещу психоза (вкл. налудности, халюцинации и объркана мисъл) при шизофрения и биполярно разстройство, но в малки дози се използват и срещу различни видове неврози. Антипсихотиците се делят на типични и атипични. Типичните антипсихотици, например торазин, са разработени в началото на 1950-те години, а атипичните се появяват по-късно и имат по-леки, но и по-дълготрайни странични ефекти. Основното действие на тези лекарства е блокирането на допаминовите рецептори в мозъка.
Антипсихотиците се отличават с голям брой странични ефекти, като понижаване на продължителността на живота, напълняване, увеличаване на гърдите както при мъже, така и при жени, диабет, неволни движения и тикове (късна дискинезия) и сексуална дисфункция. В някои случаи се наблюдава усилване на симптомите на заболяването след спиране на лекарството поради увеличената мозъчна активност, насочена към компенсиране на блокираните допаминови пътища. Рядко, но опасно явление е невролептичният малигнен синдром, изразяващ се във внезапно повишаване на телесната температура и потенциално летален изход. При спиране се появяват временни симптоми като превъзбуденост, безсъние или психоза, които могат да бъдат объркани със завръщане на първоначалното състояние на пациента. При много пациенти антипсихотиците се отразяват негативно на креативността, мотивацията, емоционалността и мисълта, и може да нарушат краткотрайната памет и концентрацията, поради което някои антипсихотици биват наричани „химическа лоботомия“. В някои случаи оставят пациента в състояние на временна или перманентна (доживотна) анхедония.
През 1950-те години антипсихотиците са били използвани и като транквилизатори. Днес най-широко се употребяват халоперидол (типичен), рисперидон, зипрекса, солиан, абилифай и инвега (атипични).